# Paolo Savoldelli
Paolo Savoldelli (født 7. maj 1973) er en tidligere italiensk, professionel cykelrytter.
Han kører for holdet Team LPR.
Han vandt Giro d'Italia i både 2002[kilde mangler] og 2005[kilde mangler] og Romandiet Rundt i 2000.[kilde mangler]
Det lykkedes ham at vinde en etape i Tour de France i 2005.[kilde mangler]
Han var en af verdens bedste nedkørere[kilde mangler] og en stabil bjergrytter.[kilde mangler]
Hans seneste hold, Team LPR blev nedlagt 2008.